# Floris III. Holandski
Floris III. (1141 – 1. avgust 1190) je bil grof Holandski od 1157 do 1190. Bil je sin Dirka VI. in Sofije Rheineške, dedinje grofije Bentheim.

## Življenje
Floris III. je bil zvest vazal cesarja Friderika I. Barbarosse. Spremljal je cesarja na dveh pohodih v Italijo v letih 1158 in 1176–1178. Friderik se mu je zahvalil tako, da je Florisa uvrstil v cesarsko plemstvo. Cesar je dal Florisu pravico do pobiranja mitnine na Geervlieta, najpomembnejše mitniške postaje v Holandiji v tistem času. To je bila pravzaprav legalizacija obstoječega stanja, saj so holandski grofje nezakonito zaračunavali mitnino že od začetka 11. stoletja.
Številni kmetje so prišli v Holandijo, da bi močvirja spremenili v kmetijska zemljišča. Zgradili so nasipe in jezove, določiti je bilo treba tudi mejo med Holandijo in škofijo Utrecht. Med Florisom in utrechtskim škofom je leta 1165 prišlo do spora o novem jezu na Renu pri Zwammerdamu, ki ga je moral rešiti cesar Friderik. Florisov brat Baldvin je leta 1178 postal škof v Utrechtu.
Med Flandrijo in Holandijo je izbruhnila vojna. Grof Filip I. Flandrijski je želel Zeelandijo nazaj. Floris je bil ujet v Bruggeu in leta 1167 je moral kot odkupnino sprejeti flamsko oblast nad Zeelandom. Med svojo vladavino je imel Floris III. težave z Zahodno Frizijo in vojno s Filipom glede njunih pravic v Zahodni Zeelandiji, v kateri je bil premagan. Leta 1170 je velika poplava povzročila ogromno opustošenje na severu in pomagala oblikovati Zuider Zee.
Leta 1189 je Floris spremljal Friderika Barbarosso v tretji križarski vojni, katere ugledni vodja je bil. Umrl je leta 1190 v Antiohiji zaradi kuge in bil tam pokopan. Nasledil ga je sin Dirk VII.

## Družina in otroci
Leta 1162 se je Floris poročil z Ado Škotsko, sestro škotskega kralja Viljema Leva. Grofija Holandija je od njega prevzela divjega leva v grbu in ime Viljem. Njuni otroci so bili:
1. Ada (umrla po letu 1205), pred ali leta 2003 poročena z Otonom II., mejnim grofom Brendenburškim (umrl leta 1205). Brez otrok in umrla leta 1205, ko jo je umoril vitez v Schonewaldeju blizu Frankfurta na Odri, medtem ko je njen mož potoval v Sveto deželo.[1]
2. Margareta (umrla po 1203), poročena 1182 z grofom Dietrichom IV. iz Kleveja
3. Dirk VII. Holandski
4. Viljem I. Holandski
5. Floris (umrl 1210), glasgovski škof
6. Baldvin (umrl 1204)
7. Robert
8. Beatriks
9. Elizabeta
10. Hedvika
11. Neža (umrla 1228), opatinja v opatiji Rijnsburg